# Warwara Siemiennikowa
Warwara Konstantinowa Siemiennikowa z domu Djakonowa (ur. 10 maja 1890 (?), zm. 9 marca 2008) – rosyjska rekordzistka długowieczności, do momentu śmierci była najstarszą mieszkanką Rosji. W momencie śmierci miała 117 lat i 304 dni. 
Wywodziła się z plemienia Ewenków, wyszła za mąż w wieku 27 lat za Aleksieja Siemiennikowa. Jej własne dzieci zmarły dlatego wychowała trójkę dzieci adoptowanych. Przez większość życia zajmowała się zbieractwem oraz hodowlą reniferów. Mieszkała we wsi Saskyłach na południowym wschodzie Jakucji.